# El Chino Ántrax
José Rodrigo Aréchiga Gamboa (Culiacán, Sinaloa, 15 de junio de 1980-Culiacán, Sinaloa, 15 de mayo de 2020), más conocido como El Chino Ántrax, fue un sicario y  narcotraficante mexicano, fundador y líder de la célula criminal Los Ántrax, brazo armado del Cártel de Sinaloa.

## Carrera criminal
En 2008, tras la captura de Vicente Zambada Niebla, Aréchiga Gamboa se convirtió en jefe de plaza y jefe de sicarios al servicio del Mayo Zambada en áreas activas como Sinaloa, Sonora, Durango, Chihuahua y Nuevo León. Era un miembro superior del Cártel de Sinaloa, una organización criminal dedicada al narcotráfico, encabezada por Joaquín 'El Chapo' Guzmán e Ismael 'El Mayo' Zambada.
El Chino Ántrax comenzó a trabajar para el Cártel de Sinaloa como guardaespaldas de Vicente Zambada Niebla (alias El Vicentillo), hijo de Ismael El Mayo Zambada. Al igual que el llamado jaguar ántrax, ambos comenzaron su carrera como guardaespaldas de los capos más poderosos de Sinaloa, hasta el año 2008. Tras la separación de la organización de Sinaloa y el Cártel de los Beltrán Leyva ese año, pasó a formar Los Ántrax, un escuadrón armado del cartel responsable de proporcionar servicios armados de seguridad a Ismael "El Mayo" Zambada.
Se presume igualmente que, El Chino Ántrax fue el autor intelectual del asesinato de Francisco Rafael Arellano Félix en Los Cabos, Baja California Sur, el día 18 de octubre de 2013. José Aréchiga Gamboa entró a la fiesta de cumpleaños del ya retirado ex-narcotraficante, vestido como un payaso, cuando tuvo una buena distancia de Rafael le propinó un disparó a la cabeza, el arma que portaba El Chino se encasquilló, pero este rápidamente la arregló y le propinó 5 disparos más a Rafael para posteriormente huir del lugar por la playa aledaña al recinto de la fiesta. Esta fue una de las últimas acciones de sicariato perpetradas por José Rodrigo Aréchiga Gamboa antes de ser detenido en Ámsterdam, Países Bajos meses después.

## Arresto y asesinato
El 31 de diciembre de 2013, el Ministerio de Seguridad y Justicia de los Países Bajos y la Embajada de México en el país confirmaron que un ciudadano mexicano de 33 años de edad, fue detenido por la policía neerlandesa cuando llegó desde América hasta el Aeropuerto de Schiphol de Ámsterdam en los Países Bajos mediante un nombre falso, el 30 de diciembre de 2013.
En 2014 José Rodrigo Aréchiga Gamboa, alias el Chino Ántrax fue formalmente extraditado de los Países Bajos a los Estados Unidos.
El presunto lugarteniente del Cártel de Sinaloa llegó en un vuelo oficial de Ámsterdam a San Diego a las 2 de la tarde, hora de México el 10 de julio de 2014. En la vecina ciudad fue formalmente entregado en custodia a las autoridades federales y se presentó el viernes 11 de julio a las 2 de la tarde ante el Juez Magistrado de Estados Unidos Mitchell D. Dembin.
En mayo de 2020, se le dio una condena de 5 años de arresto domiciliario en San Diego, California con un rango de 500 metros a la redonda que debía cumplir el antiguo líder de 'Los Ántrax'. En caso de que el convicto abandonara el perímetro establecido debía de avisar a sus supervisores, en una revisión matutina al domicilio se encontró el celular de José Rodrigo Aréchiga Gamboa pero todas sus pertenencias ya no se encontraban en el lugar, dicho arresto domiciliario no fue respetado por 'El Chino' y se dio a la fuga el 6 de mayo de 2020.

### Muerte
La noche del 14 de mayo de 2020, Aréchiga Gamboa, su hermana y su cuñado estaban en casa cuando se percataron de la presencia de hombres armados, Aréchiga se sorprendió cuando se le hizo familiar aquellos hombres armados y más aún al percatarse también de que algunos de los sicarios eran conocidos suyos y la razón es de que,fueron visitados por un escuadrón fuertemente armados de sicarios del Cártel de Sinaloa (organización a la que Aréchiga también pertenecía y era una pieza clave ya que lideraba uno de los brazos armados más poderosos del Cártel de Sinaloa denominado 'Los Ántrax') lo que resultó en un tiroteo en el que el Chino respondió con un rifle de asalto automático ante los miembros de la organización a la que él también pertenecía. El intercambio duró hasta el amanecer y cuando se quedaron sin munición se rindieron y fueron tomados como rehenes por hombres armados. Al día siguiente, la policía en el pueblo de Ayune en el estado de Sinaloa, descubrió una camioneta BMW negra con 3 cadáveres en su interior; uno de los cuerpos fue identificado más tarde como José Rodrigo Aréchiga Gamboa. Lo mataron encontrando una herida de bala en su cabeza y lo envolvieron en una tela y le taparon la cabeza con una bolsa de plástico negra. Los otros 2 cadáveres fueron identificados como los de su hermana y su marido. A pesar de que José Rodrigo Aréchiga Gamboa 'Chino Ántrax' era un alto rango y una pieza clave al liderar 'Los Ántrax', el poderoso y sanguinario brazo armado del Cártel de Sinaloa, más tarde se conoció y se informó que su asesinato probablemente fue ordenado por altos líderes del Cártel de Sinaloa, los cuales consideraron al 'Chino Antrax' como un soplón y un traidor.

## Cultura popular
Hay varios narcocorridos que narran algunas de las hazañas de Aréchiga Gamboa y Los Ántrax. La mayoría de las canciones pertenecen a la corriente de narcocorridos conocida como movimiento alterado que en sus letras incluyen referencias a sucesos de alto impacto ocurridos en el norte de México.